# Icmadophilaceae
Icmadophilaceae es una familia de hongos liquenizados en el orden Pertusariales. La familia fue circunscrita en 1993, y contiene seis géneros y 58 especies.